# Atlântida
Atlântida (em grego clássico: Ἀτλαντὶς νῆσος – trad.: “ilha de Atlas”) é uma ilha fictícia mencionada nas obras Timeu e Crítias do filósofo grego Platão como parte de uma alegoria sobre a arrogância das nações. Na história, Atlântida é descrita como um império naval que governava todas as partes ocidentais do chamado mundo conhecido, tornando-a a contra-imagem literária do Império Aquemênida. Depois de uma tentativa malfadada de conquistar a "Antiga Atenas", Atlântida cai em desgraça com as divindades e submerge no Oceano Atlântico. Como Platão descreve Atenas como semelhante ao seu estado ideal na obra A República, a história da Atlântida pretende testemunhar a superioridade do seu conceito de Estado.
Apesar de sua importância secundária na obra de Platão, Atlântida teve um impacto considerável na literatura em geral. O aspecto alegórico da história foi retomado em obras utópicas de vários escritores renascentistas, como Nova Atlântida de Francis Bacon e Utopia de Thomas More. Por outro lado, estudiosos amadores do século XIX interpretaram mal a narrativa de Platão como sendo uma tradição histórica, sendo o mais famoso deles Ignatius L. Donnelly. As vagas indicações de Platão sobre a época dos acontecimentos (mais de 9 mil anos antes de sua época) e a suposta localização de Atlântida ("além dos Pilares de Hércules") deram origem a muita especulação pseudocientífica. Como consequência, Atlântida tornou-se sinônimo de toda e qualquer suposta civilização pré-histórica perdida avançada e continua a inspirar a ficção contemporânea, desde histórias em quadrinhos até filmes.
Embora os filólogos e classicistas atuais concordem sobre a natureza ficcional da história, ainda há debate sobre o que serviu de inspiração. Sabe-se que Platão tomou emprestadas livremente algumas de suas alegorias e metáforas de tradições mais antigas, como fez com a história de Giges. Isto levou vários estudiosos a sugerir uma possível inspiração da Atlântida nos registros egípcios da erupção de Tera, da invasão dos Povos do Mar, ou da Guerra de Tróia. Outros rejeitaram esta cadeia de tradição como implausível e insistem que Platão criou um relato inteiramente fictício, inspirando-se livremente em eventos contemporâneos, como a fracassada invasão ateniense da Sicília em 415-413 a.C. ou a destruição de Helique em 373 a.C..

## Diálogos de Platão

### Timeu

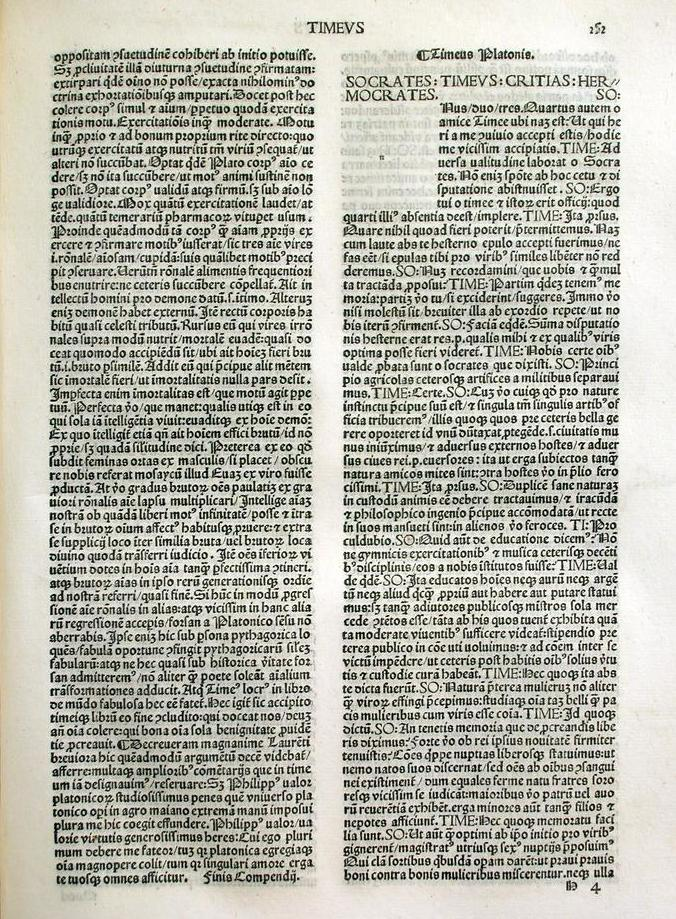
Uma tradução latina do século XV da obra Timeu de Platão

As únicas fontes primárias sobre Atlântida são os diálogos Timeu e Crítias do filósofo grego Platão; todas as outras menções à ilha são baseadas nestas referências. Os diálogos afirmam citar Sólon, que teria visitado o Egito entre 590 e 580 a.C. onde teria traduzido registros egípcios sobre Atlântida. Platão introduziu Atlântida no Timeu, escrito em 360 a.C.:

Muitos e grandes foram os feitos da vossa cidade que são motivo de admiração nos registos que deles aqui ficaram. Mas, entre todos eles, destaca-se um em grandeza e beleza; os nossos escritos referem como a vossa cidade um dia extinguiu uma potência que marchava insolente em toda a Europa e na Ásia, depois de ter partido do Oceano Atlântico. Em tempos, este mar podia ser atravessado, pois havia uma ilha junto ao estreito a que vós chamais Colunas de Héracles – como vós dizeis; ilha essa que era maior do que a Líbia e a Ásia juntas, a partir da qual havia um acesso para os homens daquele tempo irem às outras ilhas, e destas ilhas iam directamente para todo o território continental que se encontrava diante delas e rodeava o verdadeiro oceano. De facto, aquilo que está aquém do estreito de que falamos parece um porto com uma entrada apertada. No lado de lá é que está o verdadeiro mar e é a terra que o rodeia por completo que deve ser chamada com absoluta exactidão “continente”. Nesta ilha, a Atlântida, havia uma enorme confederação de reis com uma autoridade admirável que dominava toda a ilha, bem como várias outras ilhas e algumas partes do continente; além desses, dominavam ainda alguns locais aquém da desembocadura: desde a Líbia ao Egipto e, na Europa, até à Tirrénia. Esta potência tentou, toda unida, escravizar com uma só ofensiva toda a vossa região, a nossa e também todos os locais aquém do estreito.

### Crítias
De acordo com Crítias, as antigas divindades helênicas dividiam a terra para que cada divindade pudesse ter seu próprio lote; Posídon, apropriadamente e ao seu gosto, recebeu Atlântida. A ilha era maior do que a Antiga Líbia e a Ásia Menor juntas, mas foi afundada por um terremoto e tornou-se um banco de lama intransponível, inibindo viagens para qualquer parte do oceano. Platão afirmou que os egípcios descreviam Atlântida como uma ilha que consistia principalmente de montanhas nas porções norte e ao longo da costa, abrangendo uma grande planície em forma oblonga no sul "estendendo-se em uma direção por três mil estádios [cerca de 555 quilômetros], mas no centro e pelo interior eram dois mil estádios [cerca de 370 quilômetros]." Há 50 estádios [9 quilômetros] da costa havia uma montanha baixa por todos os lados ... a própria ilha central tinha cinco estádios de diâmetro [cerca de 0,92 quilômetros].
No conto metafórico de Platão, Posídon se apaixonou por Cleito, filha de Evenor e Leucipe, que lhe deu cinco pares de gêmeos homens. O mais velho deles, Atlas, foi nomeado rei legítimo de toda a ilha e do oceano (chamado de Oceano Atlântico em sua homenagem) e recebeu a montanha onde nasceu e a área circundante como seu feudo. O gêmeo de Atlas, Gadeirus, ou Eumelus em grego, recebeu a extremidade da ilha em direção aos Pilares de Hércules.
De acordo com Critias, 9 mil anos antes de sua vida ocorreu uma guerra entre aqueles que estavam fora dos Pilares de Hércules, no Estreito de Gibraltar, e aqueles que viviam dentro deles. Os atlantes conquistaram as partes da Antiga Líbia, dentro dos Pilares de Hércules, até o Antigo Egito, e o continente europeu, até à Tirrênia, e submeteram o seu povo à escravatura. Os atenienses, por sua vez, lideraram uma aliança de resistências contra o império atlante e, à medida que a aliança se desintegrou, prevaleceram sozinhos contra o Império Atlante, libertando as terras ocupadas por eles:

Mas depois ocorreram violentos terremotos e inundações; e em um único dia e noite de infortúnio todos os seus homens guerreiros afundaram na terra e a ilha de Atlântida da mesma maneira desapareceu nas profundezas do mar. Por isso o mar naquelas partes é intransponível e impenetrável, porque há um banco de lama no caminho; e isso foi causado pelo afundamento da ilha.
O logógrafo Helânico de Lesbos escreveu uma obra anterior intitulada Atlântida, da qual sobreviveram apenas alguns fragmentos. Seu trabalho parece ter sido genealógico relacionado às filhas de Atlas (Ἀτλαντὶς em grego significa "de Atlas"), mas alguns autores sugeriram uma possível conexão com a ilha descrita por Platão. O pesquisador irlandês John V. Luce observa que quando Platão escreve sobre a genealogia dos reis de Atlântida, ele escreve no mesmo estilo de Helânico, o que sugere uma semelhança entre um fragmento da obra de Helânico e o relato em Critias. O autor britânico Rodney Castleden sugere que Platão pode ter emprestado seu título de Helânico, que pode ter baseado seu trabalho em um trabalho anterior sobre a Atlântida.
Castleden apontou que Platão escreveu sobre a Atlântida no ano 359 a.C., quando havia retornado da Sicília de volta a Atenas. Ele observa vários paralelos entre a organização física e as fortificações de Siracusa e a descrição da Atlântida feita por Platão. O filólogo sueco Gunnar Rudberg foi o primeiro a elaborar a ideia de que a tentativa de Platão de concretizar as suas ideias políticas na cidade de Siracusa poderia ter inspirado fortemente o relato da Atlântida.

## Interpretações

### Antiguidade

Uma reconstrução do Ecúmena (mundo habitado), um mapa antigo baseado na descrição do mundo de Heródoto, por volta de 450 a.C.

Alguns escritores antigos viam Atlântida como um mito fictício ou metafórico; outros acreditavam que era real. Aristóteles acreditava que Platão, seu professor, havia inventado a ilha para ensinar filosofia.
 O filósofo Crantor, aluno de Xenócrates, que foi aluno de Platão, é frequentemente citado como exemplo de escritor que pensava que a história era um fato histórico. Sua obra, um comentário sobre Timeu, está perdida, mas Proclo, um neoplatonista do século V d.C., fez um relato sobre ela. A obra de Crantor foi representada na literatura moderna como uma prova de que ele visitou o Antigo Egito, conversou com sacerdotes e viu hieróglifos confirmando a história, ou de que ele aprendeu sobre Atlântida com outros visitantes do Egito. Proclo escreveu:

Quanto a todo esse relato dos atlantes, alguns dizem que é uma história sem adornos, como Crantor, o primeiro comentarista de Platão. Crantor também diz que os contemporâneos de Platão costumavam criticá-lo em tom de brincadeira por não ser o inventor de sua República, mas por copiar as instituições dos egípcios. Platão levou estes críticos suficientemente a sério para atribuir aos egípcios esta história sobre os atenienses e os atlantes, de modo a fazê-los dizer que os atenienses realmente viveram outrora de acordo com esse sistema.
A próxima frase é frequentemente traduzida como "Crantor acrescenta que isto é testemunhado pelos profetas dos egípcios, que afirmam que esses detalhes [que são narrados por Platão] estão escritos em pilares que ainda estão preservados." Mas no texto original, a frase não começa com o nome "Crantor", mas sim com o ambíguo pronome "Ele" e não se sabe se isto se refere a Crantor ou a Platão. Os proponentes de Atlântida como um mito metafórico argumentaram que o pronome se refere a Crantor.
O acadêmico britânico Alan Cameron argumenta que o pronome "ele" deve ser interpretado como uma referência a Platão e que quando Proclo escreve que "devemos ter em mente, no que diz respeito a todo este feito dos atenienses, que não é um mero mito nem uma história sem adornos", ele está tratando "a visão de Crantor como mera opinião pessoal, nada mais; na verdade, ele primeiro a cita e depois a descarta como representando um dos dois extremos inaceitáveis".
Cameron também aponta que, quer "ele" se refira a Platão ou a Crantor, a declaração não apoia conclusões como a de Otto Muck: "Crantor veio a Saís e viu no templo de Neite a coluna, completamente coberta de hieróglifos, na qual a história de Atlântida foi registrada. Os estudiosos traduziram-na para ele, que testemunhou que o relato concordava totalmente com o relato de Platão" ou com a sugestão de J. V. Luce de que Crantor enviou "uma investigação especial ao Egito" e que ele pode estar simplesmente se referindo às reivindicações de Platão.
Outra passagem do comentário de Proclo sobre Timeu fornece uma descrição geográfica de Atlântida:

Que uma ilha de tal natureza e tamanho já existiu é evidente pelo que é dito por certos autores que investigaram as coisas ao redor do mar exterior. Pois, segundo eles, havia sete ilhas naquele mar em sua época, sagradas para Perséfone, e também três outras de enorme tamanho, uma das quais era sagrada para Hades, outra para Amom, e outra entre elas para Posídon, a extensão dos quais eram mil estádios [200 km]; e os seus habitantes - acrescentam - preservaram a lembrança dos seus antepassados da incomensuravelmente grande ilha de Atlântida que realmente existiu lá e que durante muitas eras reinou sobre todas as ilhas do mar Atlântico e que também era sagrada para Posídon. 
Outros historiadores e filósofos antigos que acreditaram na existência da Atlântida foram Estrabão e Posidônio. Alguns teorizaram que, antes do século VI a.C., os "Pilares de Hércules" podem ter sido aplicados às montanhas de ambos os lados do golfo da Lacônia e também podem ter feito parte do culto dos pilares do Egeu.
Amiano Marcelino, um historiador do século IV, apoiando-se numa obra perdida de Timágenes, um historiador do século I a.C., escreve que os druidas da Gália relataram que parte dos habitantes da região tinham migrado vindos de ilhas distantes. Alguns entenderam o testemunho de Amiano como uma afirmação de que, na época em que a Atlântida se afundou no mar, os seus habitantes fugiram para a Europa Ocidental; mas Amiano, de fato, diz que "os drásidas (Druidas) lembram que uma parte da população é nativa, mas outros também migraram de ilhas e terras além do Reno" (Res Gestae 15.9), uma indicação de que os imigrantes vieram para a Gália do norte (Grã-Bretanha, Países Baixos ou Alemanha), não de uma suposta localização a sudoeste no Oceano Atlântico. No entanto, os celtas que viviam ao longo do oceano veneravam deuses gêmeos, os Dióscuros, que lhes apareciam vindo daquele oceano.

### Judaico-cristã
Durante o início do século I, o filósofo judeu helenístico Fílon escreveu sobre a destruição da Atlântida em sua obra Sobre a Eternidade do Mundo, xxvi. 141, em uma passagem mais longa supostamente citando o sucessor de Aristóteles, Teofrasto:

E a ilha de Atalantes [ortografia do tradutor; original: "Ἀτλαντίς"] que era maior que a África e a Ásia, como diz Platão em Timeu, em um dia e uma noite foi inundada pelo mar em consequência de um extraordinário terremoto e desapareceu repentinamente, tornando-se mar, de fato não navegável, mas cheio de abismos e redemoinhos. 
O teólogo Joseph Barber Lightfoot observou em Apostolic Fathers, 1885, II, p. 84: "Clemente pode estar se referindo a alguma terra conhecida, mas dificilmente acessível, situada além dos pilares de Hércules. Mas é mais provável que ele tenha contemplado alguma terra desconhecida no extremo oeste, além do oceano, como a lendária Atlântida de Platão..."
Outros escritores cristãos primitivos abordaram a história de Atlântida, embora tivessem opiniões diferentes sobre se ela já existiu ou se era um mito indigno de origem pagã. Tertuliano, por exemplo, acreditava que Atlântida foi real e escreveu que no Oceano Atlântico existiu "[uma ilha] que era igual em tamanho à Líbia ou à Ásia" referindo-se à descrição geográfica feita por Platão. Outro exemplo é o antigo escritor apologista cristão Arnóbio, que também acreditava que Atlântida existiu, mas atribuiu a sua destruição aos pagãos.
No século VI, Cosme Indicopleustes escreveu sobre a Atlântida em sua obra Topografia Cristã, na tentativa de provar sua teoria de que o mundo era plano e cercado por água: 

...Da mesma forma, o filósofo Timeu também descreve esta terra como cercada pelo oceano, e o Oceano como rodeado pela terra mais remota. Pois ele supõe que existe a oeste uma ilha, Atlântida, situada no oceano, na direção de Gadeira (Cádiz), de enorme magnitude, e relata que os dez reis que procuraram mercenários das nações desta ilha vieram da terra distante, e conquistou a Europa e a Ásia, mas depois foi conquistada pelos atenienses, enquanto a própria ilha foi submersa por Deus no fundo do mar. Tanto Platão como Aristóteles elogiam este filósofo e Proclo escreveu um comentário sobre ele. Ele próprio expressa opiniões semelhantes às nossas, com algumas modificações, transferindo o cenário dos acontecimentos do leste para o oeste. Além disso, ele menciona aquelas dez gerações, bem como aquela terra que fica além do oceano. E, em uma palavra, é evidente que todos eles tomam emprestado de Moisés e publicam suas declarações como se fossem suas.

### Moderna

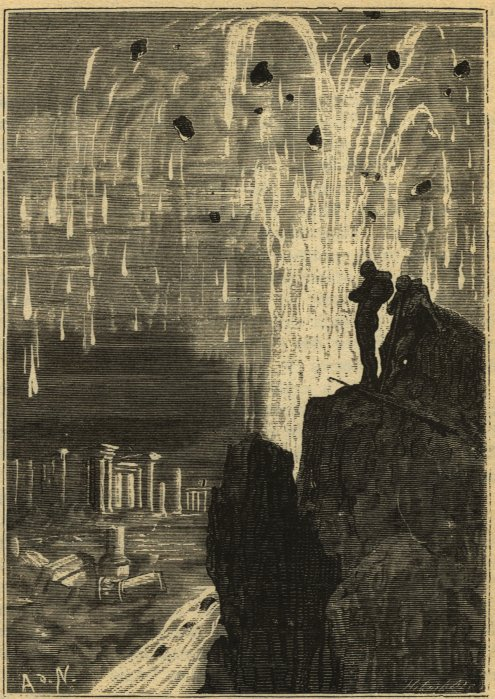
Atlântida submersa, em ilustração da obra Vinte Mil Léguas Submarinas

Além do relato original de Platão, as interpretações modernas sobre a Atlântida são um amálgama de várias especulações que tiveram início no século XVI, quando estudiosos começaram a identificar a Atlântida com o Novo Mundo. O historiador espanhol Francisco López de Gomara foi o primeiro a afirmar que Platão se referia à América, assim como o filósofo inglês Francis Bacon e o estudioso alemão Alexander von Humboldt; Janus Joannes Bircherod disse em 1663 orbe novo non-novo ("o Novo Mundo não é novo"). Athanasius Kircher aceitou o relato de Platão como literalmente verdadeiro, descrevendo Atlântida como um pequeno continente localizado no Oceano Atlântico.

As percepções contemporâneas de Atlântida partilham raízes com o maianismo, que pode ser atribuída ao início da Idade Moderna, quando a imaginação europeia foi alimentada pelos seus encontros iniciais com os povos indígenas das Américas. Desta época surgiram visões apocalípticas e utópicas que inspirariam muitas gerações subsequentes de teóricos. A maioria dessas interpretações são consideradas pseudohistóricas, pseudocientíficas ou pseudoarqueológicas.
Acredita-se que o cartógrafo e geógrafo flamengo Abraham Ortelius tenha sido o primeiro a propor que os continentes estavam unidos antes de chegarem às suas posições atuais. Na edição de 1596 do sua obra Thesaurus Geographicus ele escreveu: "A menos que seja uma fábula, a ilha de Gadir ou Gades [Cadiz] seria a parte restante da ilha de Atlântida ou da América, que não foi afundada (como relata Platão em Timeu) tanto quanto foi arrancada da Europa e da África por terremotos e inundações..."
O termo "utopia" (de "nenhum lugar") foi cunhado por Sir Thomas More em sua obra de ficção publicada no século XVI intitulada Utopia. Inspirado na Atlântida de Platão e nos relatos de viajantes das Américas, More descreveu uma terra imaginária situada no Novo Mundo. Sua visão idealista estabeleceu uma conexão entre as Américas e as sociedades utópicas, tema que Francis Bacon discutiu em sua obra Nova Atlântida (c. 1623). Um personagem da narrativa conta uma história semelhante à de Platão e coloca a Atlântida no continente americano. As pessoas começaram a acreditar que as ruínas das civilizações maia e asteca poderiam ser os restos de Atlântida.

## Hipóteses de localização
Desde a época de Donnelly, dezenas de localizações foram propostas para Atlântida, a tal ponto que o nome se tornou um conceito genérico, separado das características do relato de Platão. Isto reflete-se no fato de que muitos dos locais propostos sequer se situam no Oceano Atlântico. As hipóteses com base acadêmica ou arqueológica são minoria, enquanto outras foram feitas por meios psíquicos (por exemplo, Edgar Cayce) ou outros meios pseudocientíficos. Os pesquisadores da Atlântida Jacques Collina-Girard e Georgeos Díaz-Montexano, por exemplo, afirmam que a hipótese do outro é pseudociência.

### Mar Mediterrâneo

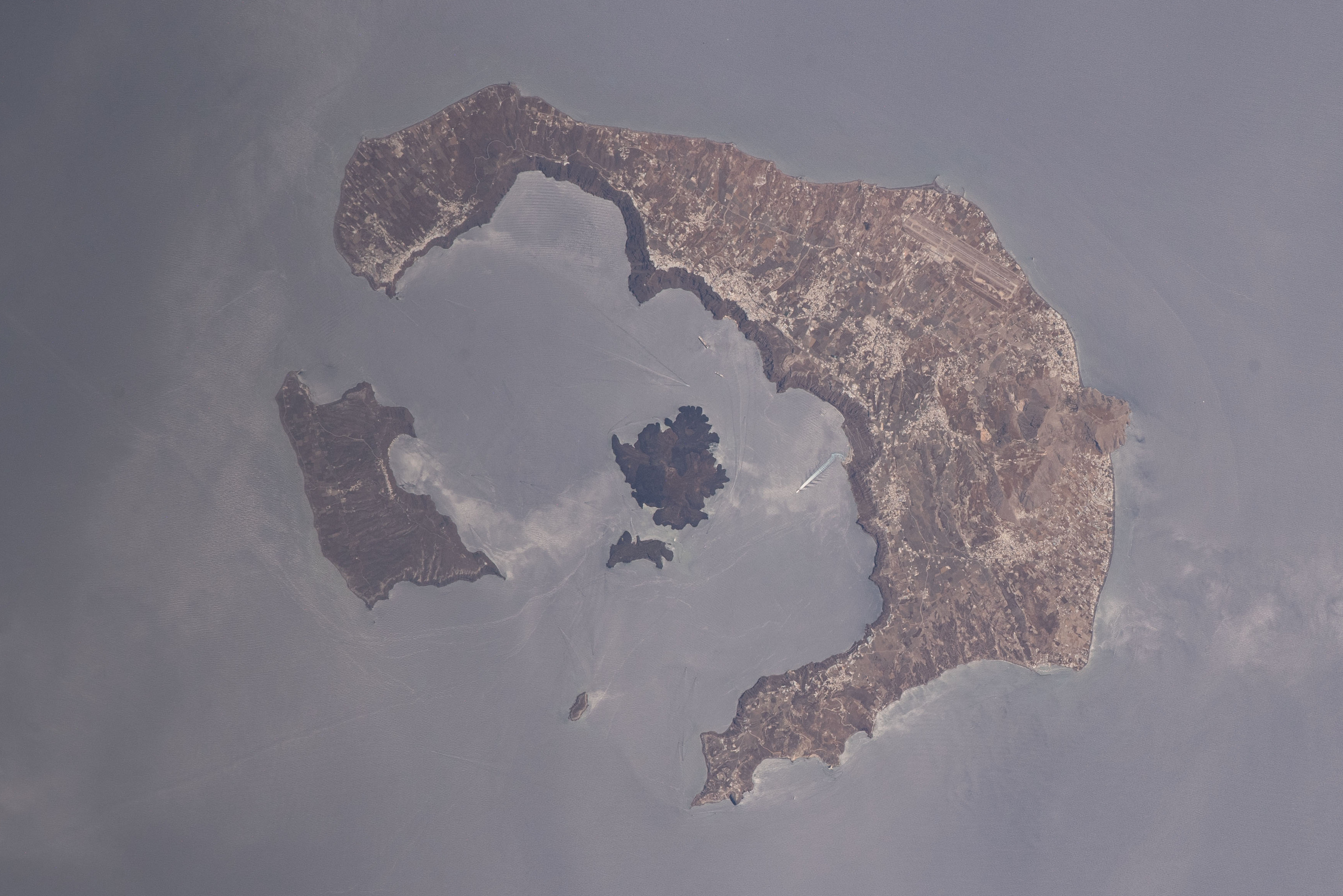
A caldeira de Santorini vista da Estação Espacial Internacional em 24 de junho de 2022. Desde a erupção minoica e a descoberta de Acrotíri na ilha em 1964, este local é um dos muitos propostos para a localização de Atlântida.

A maioria dos locais historicamente propostos estão dentro ou perto do Mar Mediterrâneo: ilhas como Sardenha, Creta, Santorini, Sicília, Chipre e Malta; cidades ou Estados como Troia,  Tartesso e Tantalis (na província de Manisa, Turquia); Israel (Sinai ou Canaã); e noroeste da África, incluindo a Estrutura Richat na Mauritânia.
A erupção de Tera, datada do século XVII ou XVI a.C., causou um grande tsunami que alguns especialistas supõem ter devastado a civilização minoica na ilha vizinha de Creta, levando alguns a acreditar que esta pode ter sido a catástrofe que inspirou a história.
Antes do século VI a.C. as montanhas nos lados do golfo da Lacônia eram chamadas de "Pilares de Hércules" e poderiam ser a localização geográfica descrita em relatos antigos sobre os quais Platão baseou sua história. As montanhas situavam-se em ambos os lados do golfo mais meridional da Grécia, o maior do Peloponeso, e esse golfo abre-se para o Mar Mediterrâneo.

### Oceano Atlântico

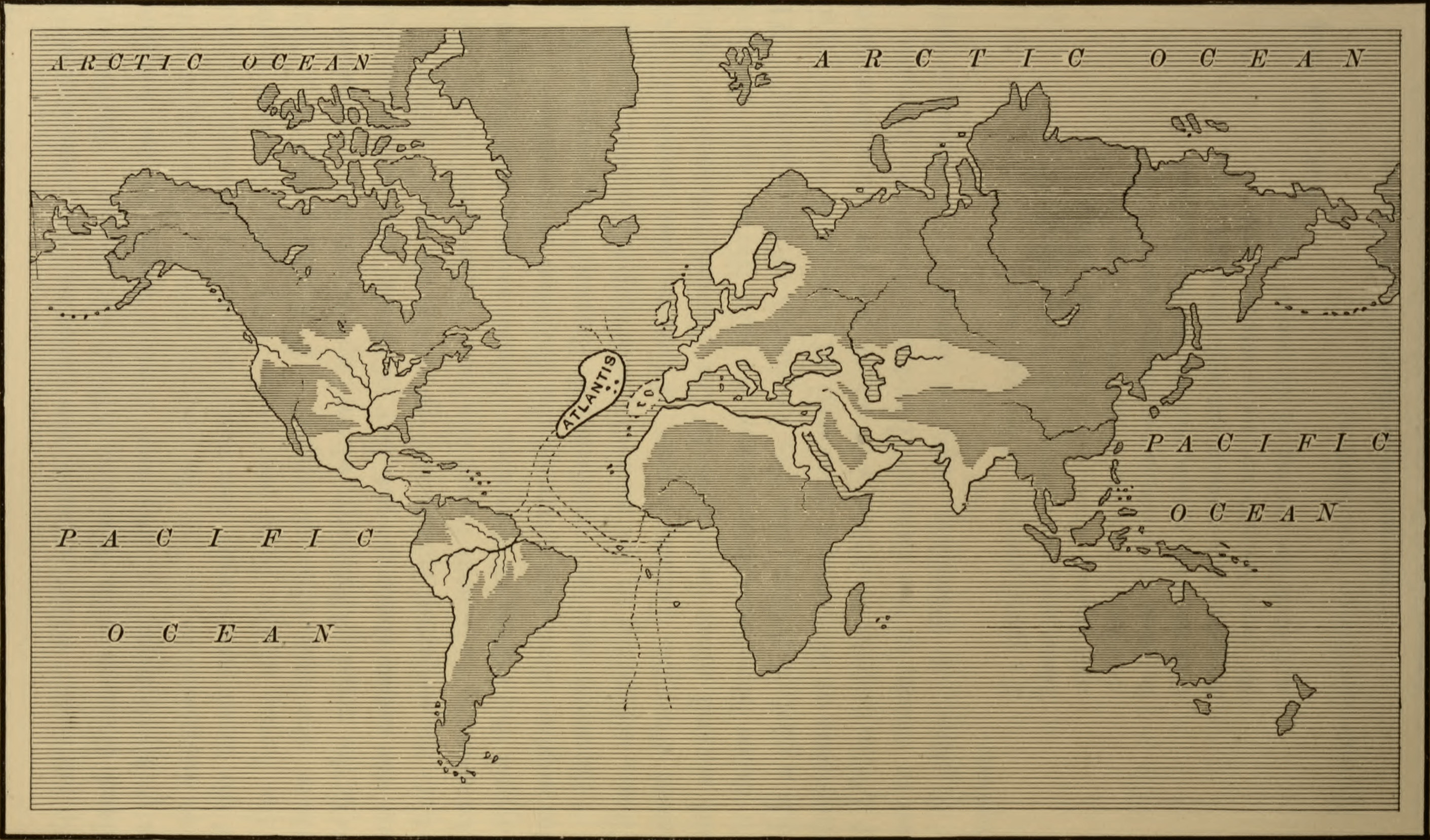
Um mapa mostrando a suposta extensão do Império Atlante na obra Atlantis: the Antediluvian World, de Ignatius L. Donnelly, 1882

A localização da Atlântida no Oceano Atlântico tem um certo apelo, dados os nomes intimamente relacionados e o cenário platônico original por eles interpretado. As ilhas Canárias e Madeira foram identificadas como uma possível localização, a oeste do Estreito de Gibraltar, mas relativamente próxima do Mar Mediterrâneo. Estudos detalhados da sua geomorfologia e geologia destas ilhas demonstraram, no entanto, que elas têm sido constantemente elevadas, sem quaisquer períodos significativos de subsidência, ao longo dos últimos quatro milhões de anos, por processos geológicos como descarga erosiva, descarga gravitacional, flexão litosférica induzida por ilhas adjacentes e cobertura vulcânica.
Várias ilhas ou arquipélagos do Atlântico foram também propostos como possíveis localizações de Atlântida, principalmente os Açores. Da mesma forma, núcleos de sedimentos que cobrem o fundo do oceano em torno dos Açores e outras evidências demonstram que este tem sido um planalto submarino durante os últimos milhões de anos. A área é conhecida pelo seu vulcanismo, que está associado ao rifting ao longo da Junção Tripla dos Açores. A propagação da crosta ao longo das falhas e fraturas geológicas existentes produziu muitos eventos vulcânicos e sísmicos na área.
A proposta da região como localização da ilha lendária é apoiada por uma ressurgência flutuante no manto mais profundo, que alguns associam a um ponto quente dos Açores. A maior parte da atividade vulcânica ocorreu principalmente ao longo do Rifte da Terceira. Desde o início do povoamento humano das ilhas, por volta do século XV, ocorreram cerca de 30 erupções vulcânicas (terrestres e submarinas), bem como vários e poderosos sismos. A ilha de São Miguel, por exemplo, é o lar da caldeira das Sete Cidades, um subproduto da atividade vulcânica histórica nos Açores. A ilha submersa de Spartel, próxima do Estreito de Gibraltar, também foi sugerida como uma possível localização de Atlântida.

### Europa

Um mapa mostrando a extensão hipotética de Doggerland (c. 8.000 a.C.), que fornecia uma ponte terrestre entre a Grã-Bretanha e a Europa continental

Várias hipóteses colocam Atlântida no norte da Europa, incluindo Doggerland no Mar do Norte, e na Suécia (proposta por por Olof Rudbeck em Atland, 1672–1702). Acredita-se que Doggerland, assim como a Ilha Viking-Bergen, tenham sido inundadas por um megatsunami após o deslizamento Storegga por volta de 6100 a.C.. Alguns também propuseram a plataforma celta como um possível local. Em 2004, o fisiografista sueco Ulf Erlingsson propôs que a lenda teria sido baseada na Irlanda da Idade da Pedra. Mais tarde, no entanto, afirmou que não acredita que Atlântida alguma vez existiu, mas sustentou que a sua hipótese de que a sua descrição corresponde à geografia da Irlanda tem uma probabilidade de 99,8%. O diretor do Museu Nacional da Irlanda comentou que não haviam provas arqueológicas que apoiassem isto.
Em 2011, uma equipe, trabalhando em um documentário para o National Geographic Channel, liderada pelo professor Richard Freund da Universidade de Hartford, afirmou ter encontrado possíveis evidências da Atlântida no sudoeste da Andaluzia. A equipe identificou sua possível localização nos pântanos do Parque Nacional de Doñana, na área que já foi o Lacus Ligustinus, entre as províncias de Huelva, Cádis e Sevilha, e especulou que Atlântida havia sido destruída por um tsunami, extrapolando resultados de um estudo anterior feito por investigadores espanhóis e publicado quatro anos antes.
Cientistas espanhóis rejeitaram as especulações de Freund e alegaram que seu trabalho era sensacionalista. O antropólogo Juan Villarías-Robles, que trabalha como pesquisador do Conselho Superior de Investigações Científicas da Espanha, afirmou que "Freund era um recém-chegado ao nosso projeto e parecia estar envolvido em sua própria questão muito controversa sobre a busca do rei Salomão por marfim e ouro em Tartessos, o assentamento bem documentado na área de Doñana, estabelecido no primeiro milênio a.C." e descreveu as reivindicações de Freund como "fantasiosas".
Uma teoria semelhante já havia sido apresentada por um pesquisador alemão, Rainer W. Kühne, que se baseia apenas em imagens de satélite e situa Atlântida nas Marismas de Hinojos, ao norte da cidade de Cádis. Na década de 1920, o historiador alemão Adolf Schulten também havia afirmado que Platão havia usado Tartessos como base para seu mito da Atlântida.

### Outros locais
Vários autores, como Flavio Barbiero já em 1974, especularam que a Antártica é o local da Atlântida descrita por Platão. Várias reivindicações envolvem o Caribe, como uma suposta formação subaquática na Península de Guanahacabibes, em Cuba. As adjacentes Bahamas ou o folclórico Triângulo das Bermudas também foram propostos como possíveis localizações, assim como áreas nos oceanos Pacífico e Índico, como a Indonésia (ou seja, Sondalândia). As histórias de um continente perdido no litoral da Índia, chamado "Kumari Kandam", também inspiraram alguns a traçar paralelos com Atlântida. 

## Interpretações literárias

### Versões antigas

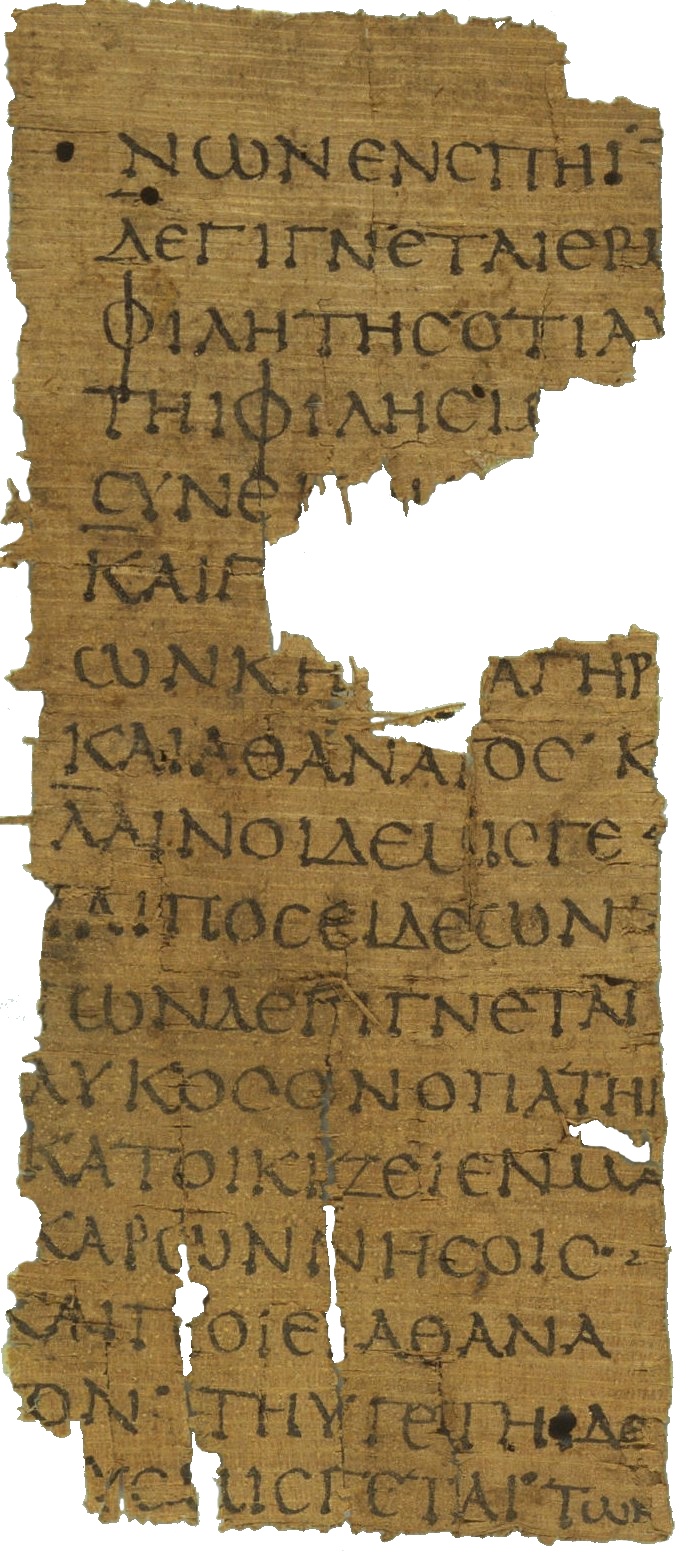
Um fragmento da Atlântida de Helânico de Lesbos

Para dar verossimilhança ao seu relato de Atlântida, Platão menciona que a história foi ouvida por Sólon no Egito, que teria sido transmitida oralmente ao longo de várias gerações através da família de Dropides, até chegar a Crítias, um orador de diálogo nas obras Timeu e Crítias. Sólon supostamente tentou adaptar a tradição oral da Atlântida em um poema (que, se publicado, seria maior que as obras de Hesíodo e Homero). Embora nunca tenha concluído este trabalho, Sólon passou a história para Dropides. Os classicistas modernos rejeitam a existência do poema que teria sido escrito por Sólon sobre Atlântida e da história em si como uma tradição oral.
Em vez disso, pensa-se que Platão seria o único inventor da história. Helânico de Lesbos usou a palavra "Atlântida" como título de um poema publicado antes de Platão, um fragmento do qual pode ser o Papiro 11 de Oxirrinco, 1359.
Na nova era, o neoplatônico Zótico, do século III, escreveu um poema épico baseado no relato de Platão. Contudo, a obra de Platão já pode ter inspirado paródias. Escrevendo apenas algumas décadas após Timeu e Crítias, o historiador Teopompo de Quios escreveu sobre uma terra além do oceano conhecida como Meropis. Esta descrição foi incluída no Livro 8 de sua Filípicas, que contém um diálogo entre Sileno e o rei Midas. Sileno descreve o povo meropida, uma raça de homens que atinge o dobro do tamanho normal e habita duas cidades na ilha de Meropis: Eusébes (Εὐσεβής, "cidade piedosa") e Machimos (Μάχιμος, "Cidade Lutadora").
Ele também relata que um exército de dez milhões de soldados cruzou o oceano para conquistar a terra mítica de Hiperbórea, mas que as tropas abandonaram a missão quando perceberam que os hiperbóreos eram o povo mais sortudo da Terra. Heinz-Günther Nesselrath argumentou que estes e outros detalhes da história de Sileno são uma imitação e um exagero da história da Atlântida, como uma paródia com o propósito de expor o relato de Platão ao ridículo.

### Utopias e distopias

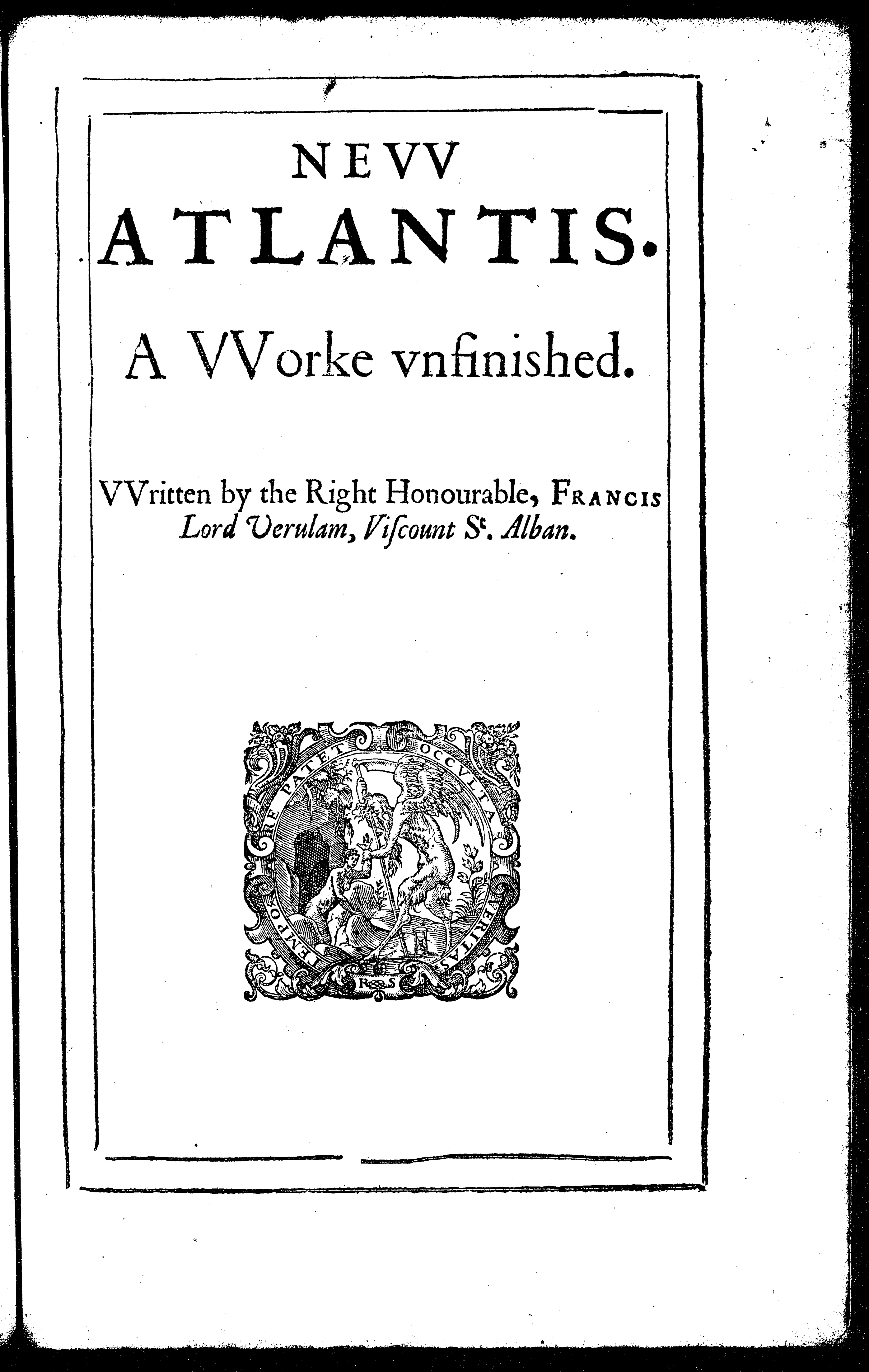
Nova Atlântida (1627), de Francis Bacon

A criação de obras de ficção utópicas e distópicas foi renovada após o Renascimento, principalmente em Nova Atlântida (1627), de Francis Bacon, a descrição de uma sociedade ideal localizada na costa ocidental da América. Thomas Heyrick (1649-1694) seguiu-o com A Nova Atlântida (1687), um poema satírico em três partes, onde um novo continente de localização incerta, talvez até uma ilha flutuante no mar ou no céu, serve de pano de fundo para a exposição do que descreveu em uma segunda edição chamada Um Verdadeiro Caráter do Papado e do Jesuitismo.
O título de A Nova Atalantis do escritor inglês Delarivier Manley (1709), é uma obra igualmente distópica, mas desta vez ambientada em uma ilha fictícia no Mar Mediterrâneo. Nela, a violência e a exploração sexual são transformadas em uma metáfora para o comportamento hipócrita dos políticos nas suas relações com o público em geral. No caso de Manley, o alvo da sátira era o Partido Whig, enquanto na obra The Scarlet Empire (1906), de David Maclean Parry, é o socialismo praticado na naufragada Atlântida. Foi seguido pelo poema A Queda da Atlântida (Gibel' Atlantidy, 1912) do escritor russo Velimir Khlebnikov, que se passa em uma futura distopia racionalista que descobriu o segredo da imortalidade e é tão dedicada ao progresso que perdeu contato com o passado. Quando o sumo sacerdote desta ideologia é tentado por uma escrava a cometer um ato de irracionalidade, ele mata a mulher, o que precipita uma segunda inundação, acima da qual a sua cabeça decepada flutua vingativa entre as estrelas.
Uma obra um pouco posterior intitulada The Ancient of Atlantis (Boston, 1915), de autoria de Albert Armstrong Manship, expõe a sabedoria atlante que deve redimir a Terra. Suas três partes consistem em uma narrativa em versos da vida e do treinamento de um sábio atlante, seguida por seus ensinamentos morais utópicos e, em seguida, por um drama psíquico ambientado nos tempos modernos, no qual uma criança reencarnada que incorpora a sabedoria atlante perdida renasce na Terra.
Aos olhos hispânicos, a Atlântida teve uma interpretação mais íntima. A terra tinha sido uma potência colonial que, embora tivesse trazido a civilização para a Europa antiga, também escravizou os seus povos. A sua queda para a tirania contribuiu para o destino que se abateu sobre ela, mas agora o seu desaparecimento desequilibrou o mundo. Este foi o ponto de vista do vasto épico mitológico de Jacint Verdaguer, L'Atlantida (1877). Após o afundamento do antigo continente, Hércules viaja para leste através do Atlântico para fundar a cidade de Barcelona e depois parte novamente para oeste até às Hespérides. A história é contada por um eremita a um marinheiro naufragado, que se inspira a seguir seus passos e assim "chamar à existência o Novo Mundo para restabelecer o equilíbrio do Velho". Este marinheiro, claro, era Cristóvão Colombo.
O poema de Verdaguer foi escrito em língua catalã, mas foi amplamente traduzido tanto na Europa como na Hispano-América. Uma resposta foi a obra Atlântida do escritor argentino Olegario Víctor Andrade (1881), que vê na "Atlântida encantada que Platão previu, uma promessa de ouro para a raça fecunda" dos latinos. No entanto, o mau exemplo do mundo colonizador permanece. O escritor mexicano José Juan Tablada caracteriza a ameaça colonialista em sua obra De Atlántida (1894) através da imagem sedutora do mundo perdido povoado pelas criaturas subaquáticas do mito clássico, entre as quais está a sereia da sua estrofe final com:

seu olho na quilha do navio errante que de passagem deflora o espelho liso do mar, lançando na noite seu gorjeio amoroso e a doce canção de ninar de sua voz traiçoeira!
 
Há uma ambivalência semelhante nas seis estrofes do poema "Atlântida" (1917) do poeta dinamarquês Janus Djurhuus, onde uma celebração do renascimento linguístico das Ilhas Faroé lhe confere um pedigree antigo ao ligar o grego à lenda nórdica. No poema, uma figura feminina que surge do mar tendo como pano de fundo palácios clássicos é reconhecida como uma sacerdotisa de Atlântida. O poeta recorda “que as Ilhas Faroé ficam ali no Oceano Atlântico Norte / onde antes ficavam as terras sonhadas pelo poeta”, mas também que na crença nórdica tal figura só aparece para quem está prestes a afogar-se.

### Terra perdida ao longe

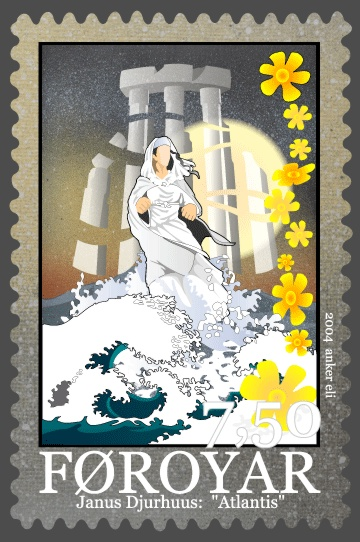
Um selo postal das Ilhas Faroé em homenagem ao poema "Atlântida" de Janus Djurhuus

O fato de Atlântida ser uma terra perdida fez dela uma metáfora para algo que já não é alcançável. Em "The Lost Atlantis", da poetisa estadunidense Edith Willis Linn Forbes, Atlântida representa a idealização do passado; o momento presente só pode ser valorizado quando isso for percebido. A escritora estadunidense Ella Wheeler Wilcox encontra a localização de “The Lost Land” (1910) em um passado jovem e despreocupado. Da mesma forma, para o poeta irlandês Eavan Boland em "Atlantis, a Lost Sonnet" (2007), a ideia foi definida quando "os antigos criadores de fábulas procuraram arduamente por uma palavra para transmitir que aquilo que se foi, desapareceu para sempre".
Também para alguns poetas do sexo masculino, a ideia da Atlântida é construída a partir daquilo não pode mais ser obtido. O diplomata irlandês Charles Bewley, em seu poema que recebeu o Prêmio Newdigate (1910), pensa que surge da insatisfação com a própria condição,

E, porque a vida é parcialmente doce

E sempre cercada de dor,

Tomamos a doçura e estamos desmaiados

Para libertá-la da liga da dor
em um sonho da Atlântida. Da mesma forma para o australiano Gary Catalano em um poema em prosa de 1982, Atlântida é "uma visão que afundou sob o peso da sua própria perfeição". O poeta anglo-americano W. H. Auden, no entanto, sugere uma saída para tal frustração através da metáfora da jornada em direção à Atlântida em seu poema de 1941. Durante a viagem, aconselha quem parte que se deparará com muitas definições do objetivo em vista, só percebendo no final que o caminho sempre levou para dentro.

### Narrativas épicas
Algumas narrativas em versos do final do século XIX complementam o gênero de ficção que começava a ser escrito no mesmo período. Dois deles relatam o desastre que assolou o continente conforme relatado por sobreviventes longevos. Em Atlântida (1888), do poeta inglês Frederick Tennyson, um antigo marinheiro grego navega para oeste e descobre uma ilha habitada que é tudo o que resta do antigo reino. Ele fica sabendo do seu fim e vê o que resta de sua antiga glória, da qual alguns escaparam para estabelecer as civilizações do Mar Mediterrâneo. No segundo, Mona, Queen of Lost Atlantis: An Idyllic Re-embodiment of Long Forgotten History (Los Angeles, 1925), de James Logue Dryden (1840–1925), a história é contada em uma série de visões. Uma vidente é levada à câmara mortuária de Mona nas ruínas da Atlântida, onde ela revive e descreve a catástrofe. Segue-se um levantamento das civilizações perdidas da Hiperbórea e da Lemúria.
William Walton Hoskins (1856–1919), em sua obra Atlantis and other poems (Cleveland, 1881), cria um enredo melodramático que trata do envenenamento do descendente de reis nascidos de deuses. O envenenador usurpador, por sua vez, é envenenado e o continente é engolido pelas ondas. Deuses asiáticos povoam a paisagem de The Lost Island (Ottawa, 1889), do poeta canadense Edward Taylor Fletcher. Um anjo prevê uma catástrofe iminente e que o povo terá permissão para escapar se seus governantes semidivinos se sacrificarem. Um exemplo final, The Lost Atlantis or The Great Deluge of All (Cleveland, 1898), de Edward N. Beecher, é apenas um veículo para as opiniões de seu autor: que o continente era o lar do Jardim do Éden; que a teoria da evolução de Darwin está correta, assim como as opiniões de Donnelly.
Atlântida se tornaria um tema no Império Russo após a década de 1890, retomado em poemas inacabados de Valeri Briusov e Konstantin Balmont, bem como em um drama da estudante Larissa Reisner. The Fall of Atlantis (1938), um longo poema narrativo de 250 páginas publicado em Nova York por George V. Golokhvastoff, registra como um sumo sacerdote, angustiado pela degeneração predominante das classes dominantes, procura criar um ser andrógino a partir de gêmeos reais como um meio de superar essa polaridade. Quando ele é incapaz de controlar as forças desencadeadas pela sua cerimônia oculta, o continente é destruído por uma catástrofe.

## Representações artísticas

### Pintura e escultura

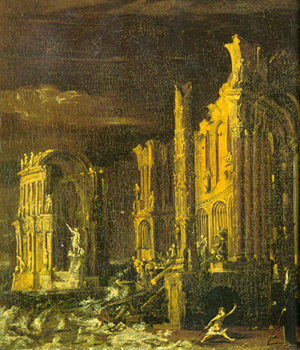
A Queda da Atlântida, por François de Nomé

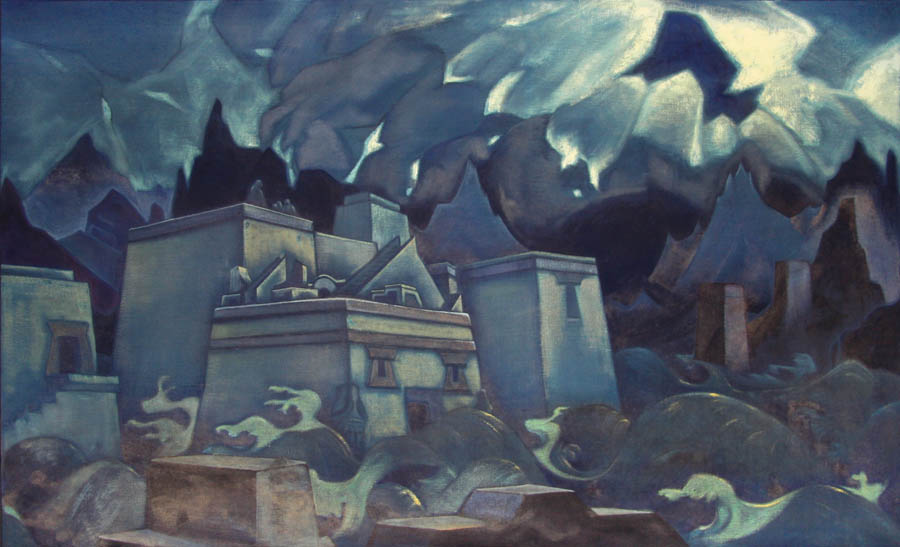
O Último da Atlântida, de Nicholas Roerich

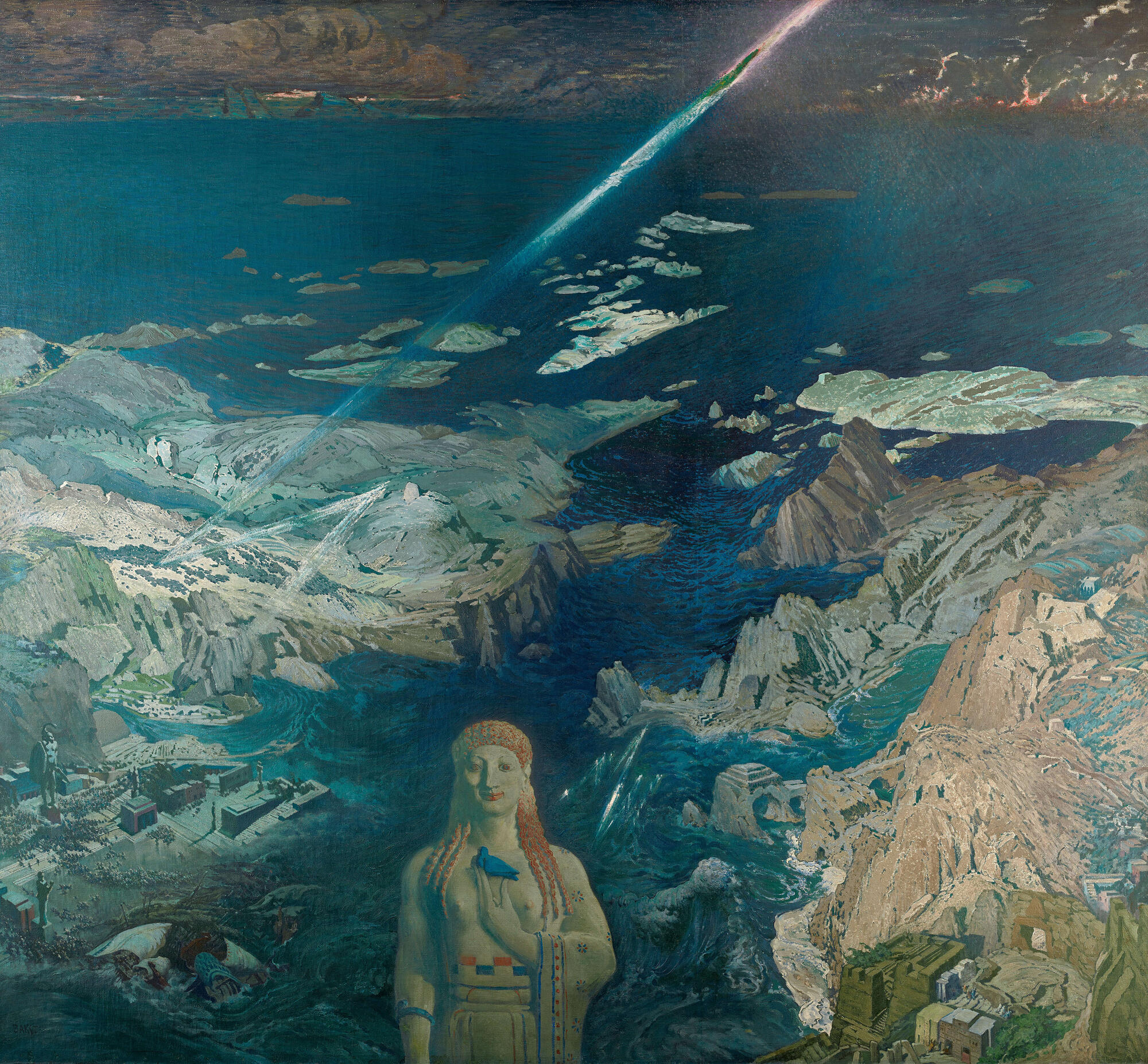
A visão de Leon Bakst da catástrofe cósmica

A representação artística mais dramática da catástrofe foi Terror Antiquus (1908), do pintor russo Léon Bakst, embora não mencione diretamente Atlântida. É uma vista do topo de uma montanha de uma baía rochosa aberta pelo mar, que avança para o interior em torno das altas estruturas de uma cidade antiga. Um raio atravessa a metade superior da pintura, enquanto abaixo dela ergue-se a figura impassível de uma deusa enigmática que segura uma pomba azul entre os seios. Viacheslav Ivanov identificou o tema como Atlântida em uma palestra pública sobre a pintura de Bakst em 1909, ano em que a obra foi exibida pela primeira vez. Sua opinião foi seguida por outros comentaristas nos anos seguintes.
As esculturas que fazem referência à Atlântida costumam ser figuras únicas estilizadas. Um dos primeiros foi O Rei da Atlântida (1919–1922), do escultor islandês Einar Jónsson, agora no jardim de seu museu em Reykjavík, na Islândia. Representa uma figura única, vestida com saia com cinto e grande capacete triangular, sentada em um trono ornamentado apoiado entre dois novilhos. A mulher ambulante intitulada Atlantis (1946) do escultor croata Ivan Meštrović fazia parte de uma série inspirada em figuras gregas antigas com o significado simbólico de sofrimento injustificado.
A Bruxelas conhecida como The Man of Atlantis (2003), do escultor belga Luk van Soom, apresenta uma figura de quatro metros de altura vestindo um traje de mergulho que sai de um pedestal e cai na água. Apesar da obra parecer alegre, o comentário do artista traz uma questão séria: "Como a terra habitável será escassa, não é mais improvável que voltemos à água no longo prazo. Como resultado, uma parte da população se transformará em criaturas semelhantes a peixes. O aquecimento global e o aumento dos níveis da água são problemas práticos para o mundo em geral e aqui nos Países Baixos em particular".
O continente hipotético imaginado por Robert Smithson na obra Hypothetical Continent – Map of Broken Clear Glass: Atlantis foi criado pela primeira vez como um projeto fotográfico em Loveladies, Nova Jersey, em 1969, e depois recriado como uma instalação artística de vidro quebrado.

### Música
O compositor espanhol Manuel de Falla trabalhou em uma cantata dramática baseada em L'Atlántida de Jacint Verdaguer, durante os últimos 20 anos da sua vida. O nome foi afixado às sinfonias de Jānis Ivanovs (Sinfonia 4, 1941), Richard Nanes e Vaclav Buzek (2009). Houve também a celebração sinfônica de Alan Hovhaness: “Fanfare for the New Atlantis” (Op. 281, 1975).
O compositor e arranjador tcheco-estadunidense Vincent Frank Safranek escreveu Atlantis (The Lost Continent) Suite in Four Parts em 1913.
A ópera Der Kaiser von Atlantis (O Imperador da Atlântida) foi escrita em 1943 pelo compositor austríaco Viktor Ullmann com libreto do artista tcheco Petr Kien, enquanto ambos estavam presos no campo de concentração nazista de Theresienstadt. Os nazistas não permitiram que a música fosse apresentada, presumindo que a referência da ópera a um imperador da Atlântida era uma sátira a Adolf Hitler. Embora Ullmann e Kiel tenham sido assassinados no campo de extermínio de Auschwitz, o manuscrito sobreviveu e foi apresentado pela primeira vez em 1975, em Amsterdã.